# Schackklocka

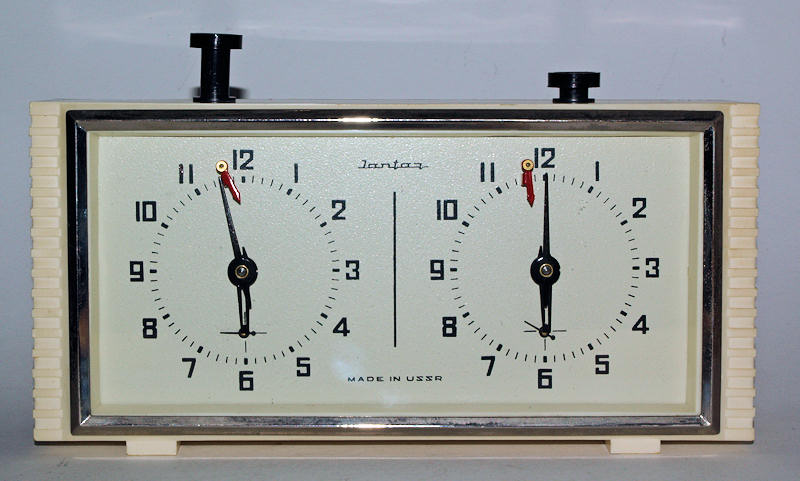
Analog schackklocka.

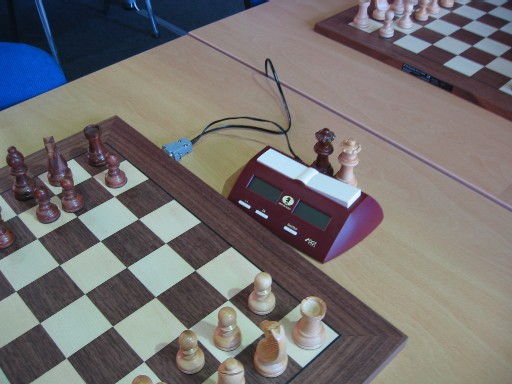
Digital schackklocka kopplad till ett livebräde, ett schackbräde med Internetuppkoppling.

En schackklocka, tävlingsklocka eller ett schackur är en kronograf som används för hålla reda på betänketiden i schack. Den består av två sammansatta tidtagarur där en knapp stoppar det ena samtidigt som det andra startar. Vid varje givet ögonblick är det alltså bara ett av uren som är igång: antingen för vitspelarens tid, eller svart.

## Historia
Schackklockor användes för första gången i en schackturnering i London år 1883 och är idag standard i alla schackturneringar, med undantag för korrespondensschack.

## Användning
Den enklaste användningen av schackklockor är för att kontrollera att spelarna gör ett föreskrivet antal schackdrag på en viss tid. Vanligt är att varje spelare har två timmar på sig att utföra 40 drag. Den som överskrider betänketiden utan att ha gjort alla drag förlorar schackpartiet. En annan variant är att spela hela partiet på en viss tid. Vid blixtschack är det vanligt att varje spelare har fem minuter för hela partiet.

## Varianter
Det finns både analoga och digitala schackklockor.

## Andra användningsområden
Schackklockor har kommit i bruk i andra spel, som backgammon, scrabble, shogi, go och andra tvåmannaspel.